# Palazzo Pisani a Santo Stefano
Palazzo Pisani è un palazzo veneziano sito nel sestiere di San Marco, affacciato sul rio del Santissimo e confinante con Palazzetto Pisani e con Palazzo Morosini, affacciato su Campo Pisani, attiguo a Campo Santo Stefano. È la sede del conservatorio Benedetto Marcello.
(Benedetto Marcello)
(Pietro Selvatico)

## Storia

### Costruzione
Nel 1525 i Pisani abitavano già nell'area di Santo Stefano, ma la costruzione del palazzo cominciò solo tra il 1614 e il 1615. Il primo nucleo si sviluppò dove si ergevano sia una casa già di proprietà della famiglia (ottenuta per eredità) sia altri edifici acquistati appositamente per la necessità di edificare questa dimora. Alvise Pisani, il committente, decise di non rivolgersi ad un architetto per la supervisione delle attività ma di provvedere in prima persona, contattando direttamente gli artigiani, forse per l'assenza in quel periodo di una grande personalità artistica nella città. Nel 1634 un terremoto distrusse parte della dimora, che dovette essere ricostruita. Si è pensato che per la rifabbrica dell'edificio, realizzata "alla romana", possa essere stato contattato pure il proto del tempo, ossia Bortolo da Venezia, detto il Manopola. Nel XVIII secolo Vincenzo Maria Coronelli attribuì il progetto del palazzo a Jacopo Sansovino.

### Ampliamento
Nel 1728 la famiglia Pisani incaricò Gerolamo Frigimelica di provvedere alla sopraelevazione e all'ampliamento del complesso. Il suo intervento comportò la distruzione del grande abbaino centrale, la sopraelevazione di un piano, la costruzione dei cortili interni e la decorazione. Alla fine del XVIII secolo furono realizzati altri lavori che causarono l'alterazione della pianta. Il nuovo proprietario del palazzo, tal Alvise Pisani, decise infatti di trasformare i saloni del secondo piano nobile in vani più piccoli, dividendoli secondo il progetto di Bernardino Maccaruzzi. Il palazzo presentava ora circa 200 vani. In questo periodo fu ospite del palazzo pure Gustavo III di Svezia, che affermò che mai avrebbe potuto ricambiare la sontuosa accoglienza ricevuta. Seguirono altre numerosissime trasformazioni: la pianta venne più volte rivista, le collezioni d'arte vennero asportate, l'intero complesso venne diviso in appartamenti d'affitto. Nel frattempo la famiglia proprietaria aveva infatti dovuto cedere grande parte del palazzo, rimanendo proprietaria solo dell'ala settentrionale. Nel 1880 la famiglia proprietaria si estinse. Nel 1940 l'edificio venne mutato in conservatorio. Nel 1947 il pittore Zoran Music aveva il suo studio nella soffitta.

## Architettura

### Facciate

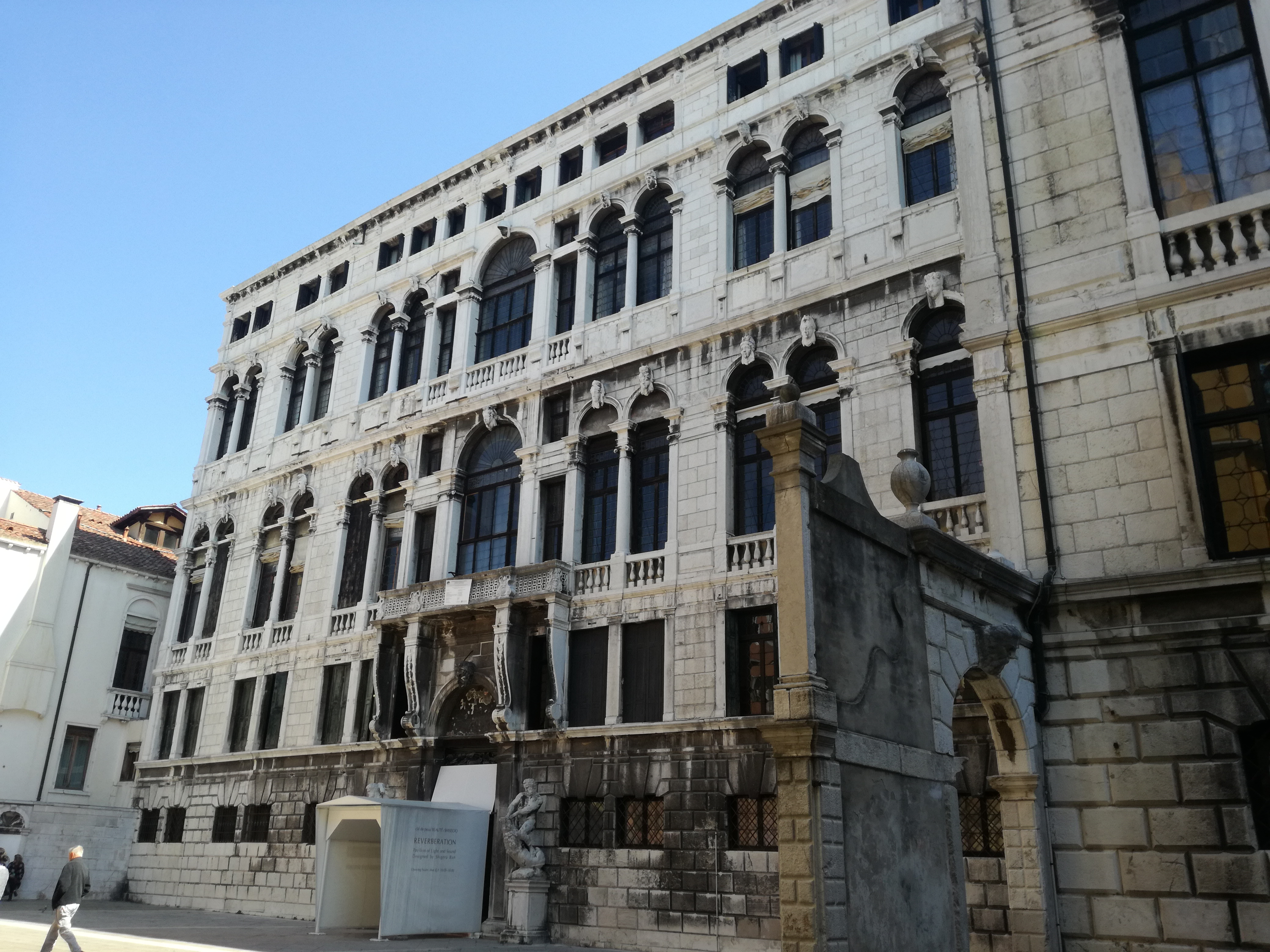
Facciata principale

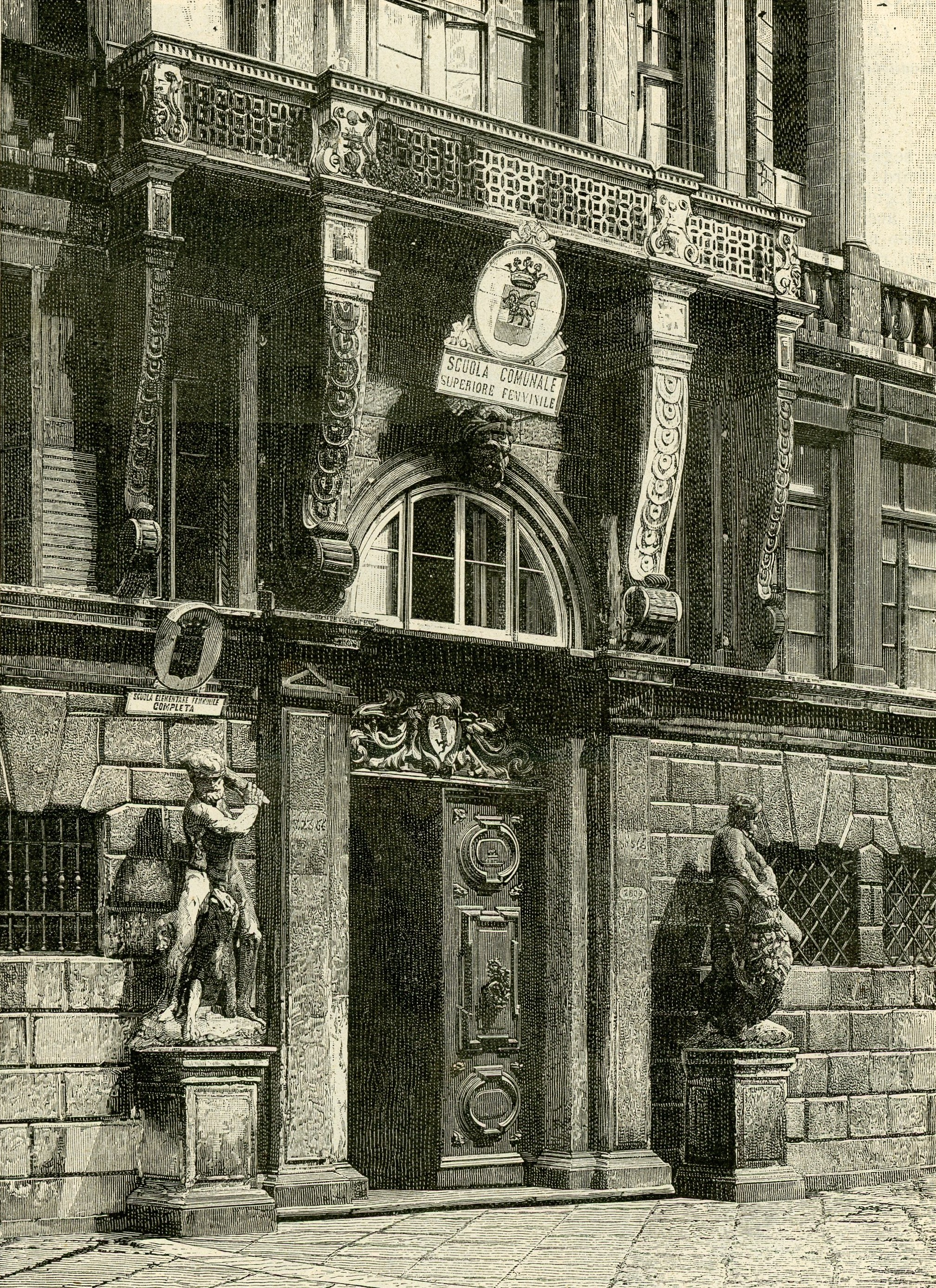
Porta di palazzo Pisani a Santo Stefano in una xilografia di fine Ottocento

Il palazzo, che ben dimostra la volontà della famiglia Pisani di raggiungere il Canal Grande, obiettivo raggiunto con l'acquisizione di Palazzetto Pisani, presenta dimensioni notevoli e perciò più facciate.
La facciata principale prospetta su Campo Pisani ed è caratterizzata dalla decorazione in pietra d'Istria, che le conferisce un aspetto maestoso. Appare tradizionalmente tripartita: al centro del piano terra troviamo un ampio portale, ripreso dalle serliane dei piani superiori. Ai lati di queste ultime si sviluppano finestre recanti archi a tutto sesto, la cui chiave di volta è decorata da testa umana. Esse sono disposte a formare delle bifore: le due finestre costituenti l'unità modulare poi ripetuta presentano al centro una colonna e ai lati dei pilastri. Il balcone del primo piano, eccezionalmente possente, è retto da due modiglioni e il suo parapetto è decorato con motivo quadrato.
Facciate secondarie si sviluppano verso Canal Grande (terminata solo nel 1751) e verso il Rio del Santissimo. Presentano entrambe un aspetto spoglio, non raffrontabile con quello della principale. La loro decorazione è costituita principalmente da monofore.

### Pianta
La struttura della pianta presenta dei caratteri molto diversi da quelli tradizionali, che vedono una successione di locali sui lati del portego. In questo caso l'edificio si sviluppa invece attorno a due cortili, separati solo da un corpo loggiato.

### Interni

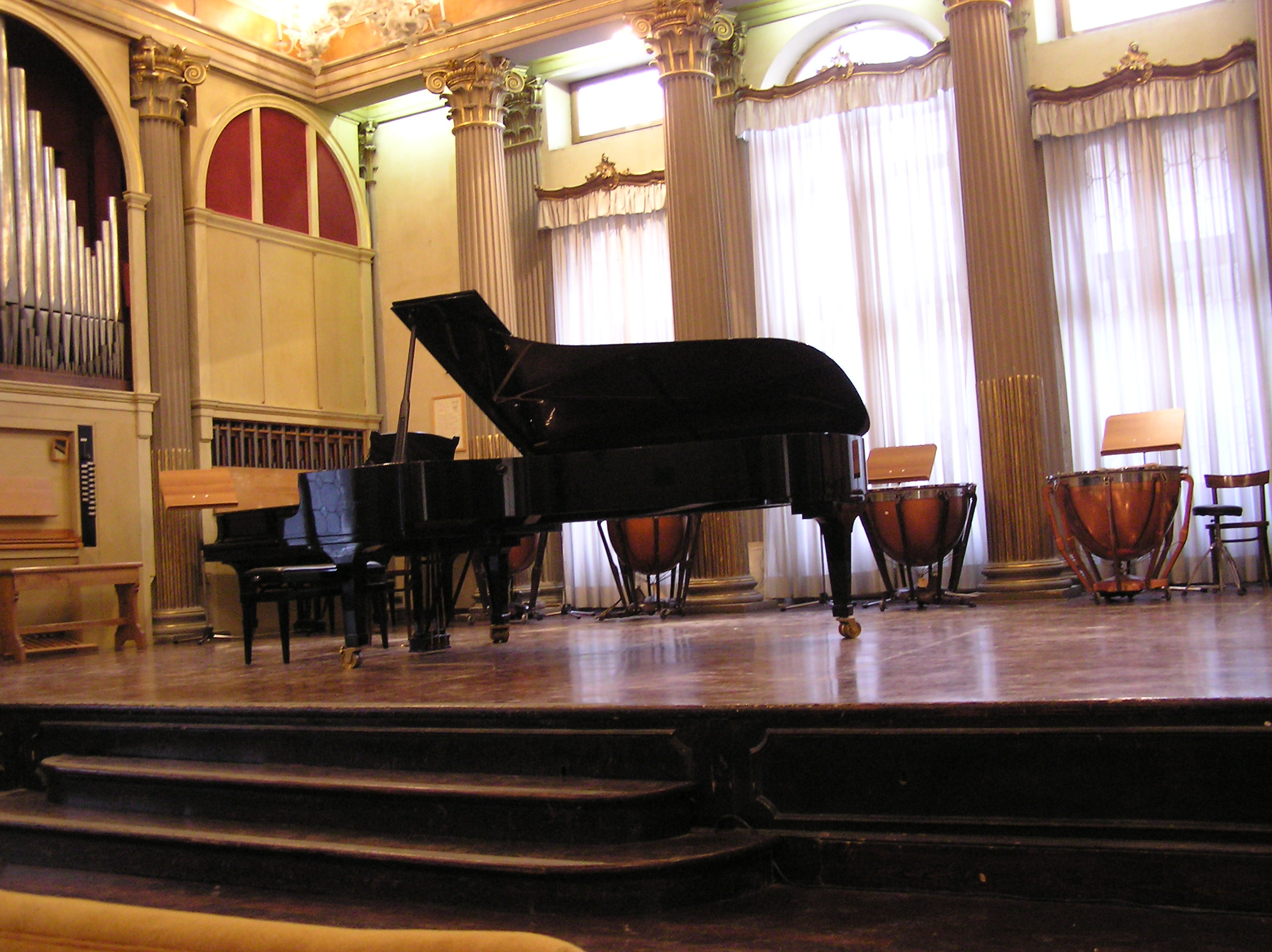
Il salone dei concerti, un tempo sala da ballo.

L'edificio è stato negli anni vittima di spoliazioni. Nonostante tutto, sopravvivono ancora oggi numerose opere d'arte, concentrate nei soffitti e negli stucchi. Il portale è circondato da due gruppi scultorei, raffiguranti l'Uccisione del leone di Nemea e la Cattura di Cerbero: sono solitamente attribuiti alla scuola di Girolamo Campagna. La parete di fondo dell'androne è dominata dal grande fanò, il fanale che stava a poppa della galera di Andrea Pisani. Nella sala dell'antica biblioteca, al quinto piano, sono presenti  due medaglioni con i profili di Martin Lutero e di Giovanni Calvino. Nell'ammezzato sono presenti alcuni locali decorati con stucchi risalenti alla seconda metà del XVIII secolo.
Il portego del primo piano nobile presentava un tempo una collezione di dipinti raffiguranti i volti degli uomini più celebri della famiglia: oggi sopravvivono solo quelli di Andrea Pisani e di Alvise Pisani. La decorazione della stanza è invece opera del pittore Jacopo Guarana. Le decorazioni abbondano nelle stanze del primo piano: vi operò tra gli altri Francesco Zugno per la realizzazione degli affreschi che decorano la stanza sul campo e quella adiacente. Lo stesso piano presenta pure una cappella con pala da altare sul tema della Sacra famiglia e di San Giovannino, realizzata da Giuseppe Angeli.
Per quanto riguarda l'ala che si affaccia sul canale, essa presenta due locali che un tempo dovevano essere stati riccamente decorati ma che oggi appaiono spogli. Sempre dallo stesso lato si trovava pure una sala usata come pinacoteca, dove erano ospitate opere pregiate. Secondo un inventario realizzato nel 1809, essa era costituita da 159 opere, di cui i due terzi del XVI secolo, una quarantina del XVII secolo e una dozzina del XVIII secolo. L'inventario segnala pure i nomi degli artisti, tra i quali sono presenti Tiziano, Tintoretto, Paolo Veronese, Bassano, Palma il Vecchio. Attigua a questa stanza ce n'è una ricca di stucchi bianchi e dorati, attribuiti a Giuseppe Ferrari che li avrebbe realizzati nel 1776. A destra si trova una cappella dedicata alla Madonna del Rosario, ampliata e decorata nel 1717.
Altro locale particolarmente importante è la sala da ballo, oggi usata per concerti. La sua forma venne definita da Almorò Pisani tra il 1717 e il 1720. Il pezzo artistico più pregevole della stanza era un tempo la tela che decorava il soffitto, realizzata da Giovanni Antonio Pellegrini tra il 1722 e il 1723. La tela venne venduta nel 1895 ma fu sostituita nel 1904 da un'opera di Vittorio Emanuele Bressanin, raffigurante la Glorificazione della Musica. Tale opera fu realizzata gratuitamente. Contestualmente Bressanin si dedicò anche alla realizzazione dell'affresco dell'altra sala verso lo scalone centrale, un tempo decorata da cinque dipinti del Veronese. Nella stanza che oggi ospita la direzione del conservatorio è presente un picchiotto bronzeo, attribuito a Alessandro Vittoria.

## Biblioteca
Dell'antica biblioteca Pisani non rimane altro oltre a un catalogo risalente al 1807. Tre anni dopo tutto andò all'asta e venne disperso. La biblioteca era stata fondata da Almorò Pisani ed era la più ricca tra quelle a disposizione dei singoli nobili veneziani. Durante il periodo della sua attività era aperta al pubblico due volte alla settimana e disponeva di un custode. La collezione era ricca di quelli che erano detti libri proibiti in quanto frequentemente connessi alle eresie. Nella biblioteca era ospitata pure una vasta raccolta numismatica, composta da 6000 pezzi, da sommarsi alla serie completa delle monete veneziane.